# Amen (punkband)
Amen is een Amerikaanse punkband.

## Artiesten
- Casey Chaos - vocalist
- John King - gitarist
- Jinx - gitarist
- Larkin - drummer
- Nathan- bassist

## Oud-artiesten
- John Tumor - bassist
- Sonny Mayo - gitarist
- Paul Fig - gitarist
- Joe Letz - drummer

## Discografie

### Albums
- 1995 - Slave (Drag-U-La Records)
- 1999 - Amen (Roadrunner Records)
- 2001 - We Have Come For Your Parents (Virgin Records)
- 2003 - Join, Or Die (Refuse Music)
- 2004 - Death Before Musick (EatUrMusic/Columbia)
- 2005 - Pisstory, A Catalouge of Accidents/A Lifetime of Mistakes (Refuse Music)

### Singles
- 1999 - Coma America (Roadrunner Records)
- 2001 - The Price Of Reality (Virgin Records)
- 2001 - Too Hard To Be Free (Virgin Records)
- 2001 - The Waiting 18 (Virgin Records)
- 2004 - California's Bleeding (EatUrMusic/Columbia)